# Stepanivka, Veselînove
Stepanivka (în ucraineană Степанівка) este un sat în comuna Mîkolaiivka din raionul Veselînove, regiunea Mîkolaiiv, Ucraina.

## Demografie
Componența lingvistică a localității Stepanivka
     Ucraineană (91,26%)
     Rusă (8,74%)
Conform recensământului din 2001, majoritatea populației localității Stepanivka era vorbitoare de ucraineană (91,26%), existând în minoritate și vorbitori de rusă (8,74%).